# Irmã (Film)
Irmã (internationaler Titel: Sisters in the End of the World, dt.: „Schwestern am Ende der Welt“) ist ein brasilianischer Spielfilm von Luciana Mazeto und Vinícius Lopes aus dem Jahr 2020.
Die Uraufführung soll am 26. Februar 2020 im Rahmen der 70. Internationalen Filmfestspiele Berlin erfolgen.

## Handlung
Auf Wunsch ihrer todkranken Mutter machen sich die beiden Schwestern Ana und Julia auf die Suche nach ihrem Vater. Ihre Reise führt sie von Porto Alegre in den konservativen Süden Brasiliens. Ihr ständiger Begleiter ist ein als „WF42“ benannter Asteroid, der mit pinkem Lichtschweif auf die Erde zusteuert. Die Schwestern erleben bei ihrer Suche zahlreiche „Wunder“ und die Reise prägt die ältere Ana und die jüngere Julia nachhaltig. Ana weiß, dass ihr Leben nicht mehr so sein wird, wie es einmal war.

## Auszeichnungen
Irmã wurde bei der Berlinale 2020 in den Generation 14plus-Wettbewerb eingeladen. Gleichzeitig ist Mazetos und Lopes’ Regiearbeit für den GWFF Preis Bester Erstlingsfilm nominiert.